# Хиросаки
Хиро́саки (яп. 弘前市 Хиросаки-си) — город в Японии, находящийся в префектуре Аомори. Площадь города составляет 524,12 км², население — 178 565 человек (1 августа 2014), плотность населения — 340,69 чел./км².

## Географическое положение
Город расположен на острове Хонсю на юго-западе префектуры Аомори региона Тохоку. С ним граничат города Цугару, Хиракава, Одатэ, посёлки Овани, Фудзисаки, Итаянаги, Цурута и сёла Нисимея, Инакадате.
На территории города расположен вулкан Иваки, также через него протекают реки Иваки, Тайра (Хиракава) и Цутибути.

## История
В период Эдо (1603—1868) Хиросаки был посёлком, расположенным возле замка Хиросаки в одноимённом хане. Статус города посёлок получил 1 апреля 1889 года.

## Население
Население города составляет 178 565 человек (1 августа 2014), а плотность — 340,69 чел./км². Изменение численности населения с 1980 по 2005 годы:
| 1980 | 192 291 чел. |  |
| 1985 | 192 989 чел. |  |
| 1990 | 191 217 чел. |  |
| 1995 | 194 197 чел. |  |
| 2000 | 193 217 чел. |  |
| 2005 | 189 043 чел. |  |

## Экономика
Хиросаки — транспортный узел на юге префектуры Аомори. В нём развиты деревообратывающая, лесохимическая и пищевая промышленность. Кроме того в городе кустарно производят т. н. цугарунури — лакированные изделия.

## Хиросаки в культуре и искусстве

### Аниме
- Летающая ведьма — аниме-сериал в жанрах фэнтези и повседневность. Город Хиросаки является местом действия аниме-сериала.

## Символика
Флаг города представляет собой белое полотно с изображением красной свастики.
Герб города используется с июля 1900 года. Деревом города считается яблоня, а цветком — цветок сакуры.

Флаг города
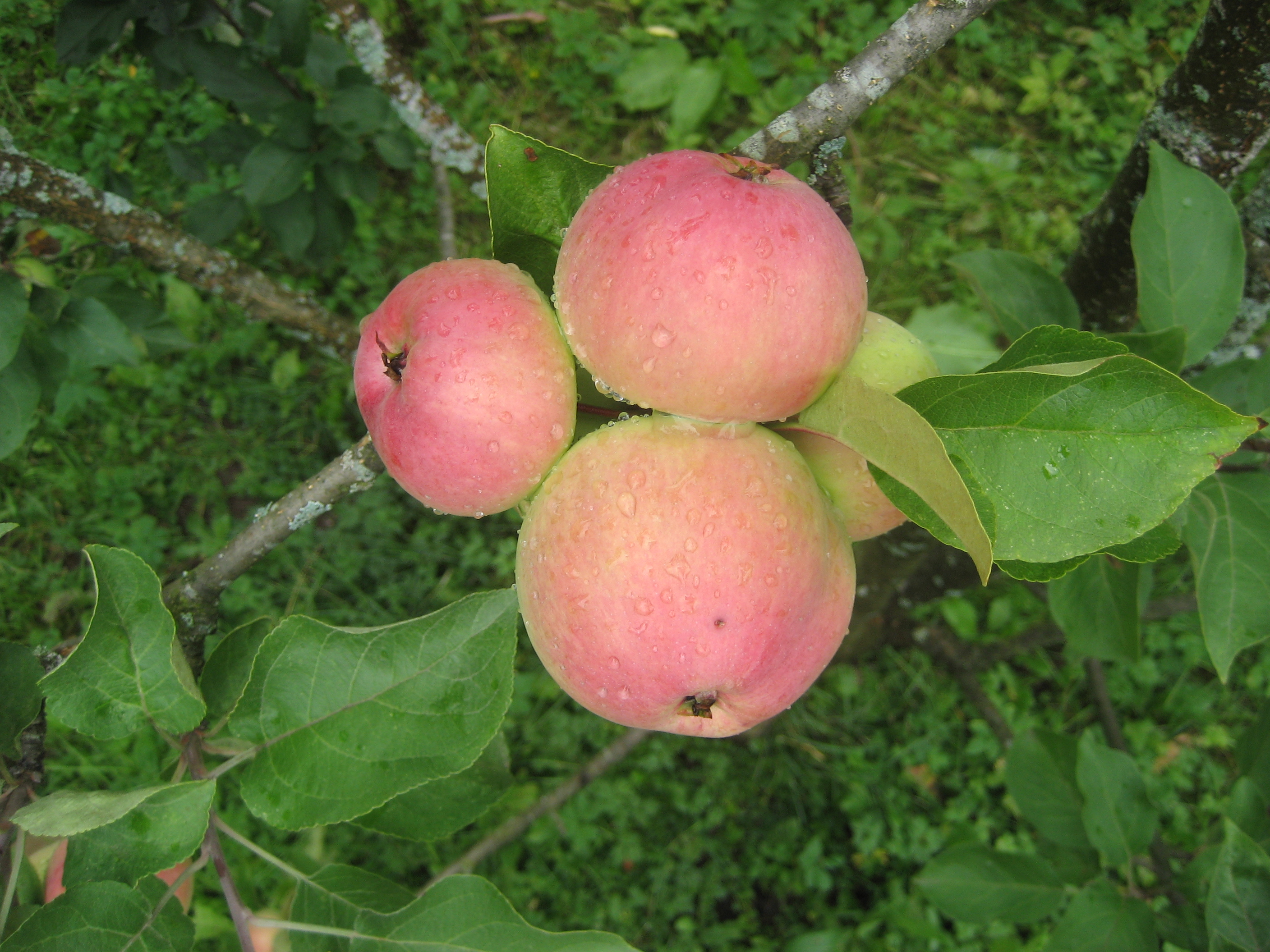
Яблоня — дерево города
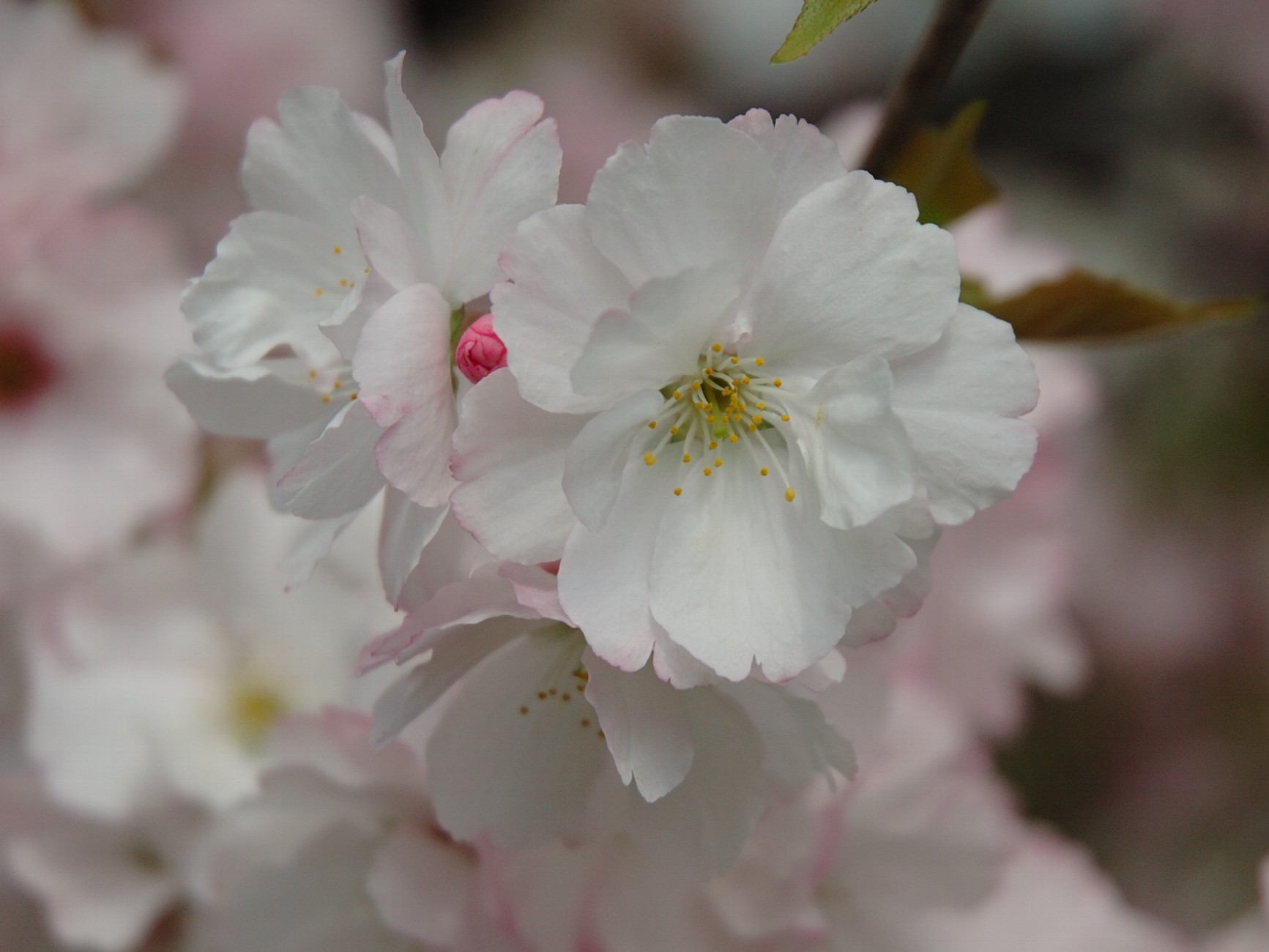
Цветок сакуры